# Nicolau Raurich i Petre
Nicolau Raurich i Petre (Barcelona, 2 de juliol de 1871 - 17 de juny de 1945) fou un pintor català. El seu estil es caracteritza en els inicis per un realisme auster i melangiós, influència dels seus mestres Antoni Caba i Lluís Rigalt.
Fill de Joan Raurich natural de Viladecans i de Bàrbara Petre i Pol de Barcelona. Començà la seva vida aplicat al comerç, però aviat hagué d'abandonar aquesta professió per l'art, estudiant el de la pintura a Barcelona, Madrid, Roma, París, Múnic i Londres. Després d'una estada a Roma entre 1895 i 1899, torna a Barcelona i desenvolupa la part principal de la seva obra, temperamental i apassionada. Les seves obres Pantans de Nemi i les Ruines de Ninfa, esposades en l'Exposició de 1897, l'última obra fou adquirida per Cánovas del Castillo, foren premiades amb la segona medalla. La primera obra es conserva en el Museu d'Art Modern de Madrid.

Estudiant la personalitat de Raurich Petre, diu el crític Folch i Torres (Estudio, 1914, IV, núm1): 
| « | <<Raurich sens dubte, és, amb alguns pocs d'altres, dels que han assolit d'una manera definitiva resoldre el problema de la nostra llum. Les seves lluminoses teles, són dintre de la nostre jove escola lumínica, un raig de sol pur, triomfant entre una multitud de quadres grocs malalts...>> | » |

i, després, assentant unes conclusions sobre els valors de l'artista, anota que el més destacat és la seva força d'esperit i una afinada sensibilitat. A aquesta valors hi afegeix la visió dramàtica que de les coses que té el pintor, i la manca de facilitat tècnica, que fa la seva execució premiosa i insistent, però posseïdora dels elements materials amb què assoleix la nota justa de la seva visió personal.

Les seves obres dels primers temps són tristes, bituminoses, i comparades amb els seus últims quadres
| « | <apareixen com un terrible somni de la infantesa, les angoixes del qual renaixen encara entre la boirina somrient del record>>. | » |

Les seves valls pirenaiques i les seves Visions mediterrànies, els seus nocturns profunds i les seves aures visions de la terra catalana van merèixer a París, Viena, Niça, Karlsruhe, Pau, Le Havre, Mèxic, Venècia i Atenes la sanció dels jurats internacionals; la societat d'artistes grecs el nomenà soci honorari, i el Govern li concedí el títol de cavaller de l'Orde de Carles III i comanador de la d'Alfons XII.
Moltes de les obres de Raurich Petre foren propietat del savi col·leccionista i esplèndid mecenes Lluís Plandiura i Pou, el nom del qual va indissolublement lligat al renaixement pictòric català. Entre les nombroses obres de Raurich Petre, a banda de les ja mencionades, cal destacar: Torrent de Gavà; Barques del Bou; Tristesa de tardor; Costes del Garraf; Ocàs de tardor; Nit plujosa; Casalots de Girona; Solitud; La Tramuntana; Terral; La Junquera; Barcelona; Processó; Sol de tarda; Entre dues llums; Sant Cugat del Vallès; El toc de l'Ave Maria; Sant Martí de Provençals; Camp de Pineda; Prat de Llobregat; Mar llatina; Visió nocturna; Terrers; Calella; Un racó de Castellterçol; Els galls; Barcelona Ciutat Hivern; El Prat; Tardoral; Nit de lluna, Pineda, L'Aprest (Pirineu); i Convent dels gossos (Barcelona) (totes aquestes obres en el seu temps restaven en la Col·lecció Plandiura). Raurich Petre, també va pintar diversos bodegons, i quadres de naturalesa morta.
Destaca la seva sèrie Visions mediterrànies, iniciada el 1911 arran d'una estada a Sant Pol de Mar. Fou un dels precursors de la pintura matèrica.
Casat amb Pilar Comangés i Sabatés mor a Barcelona el 17 de juny de 1945.

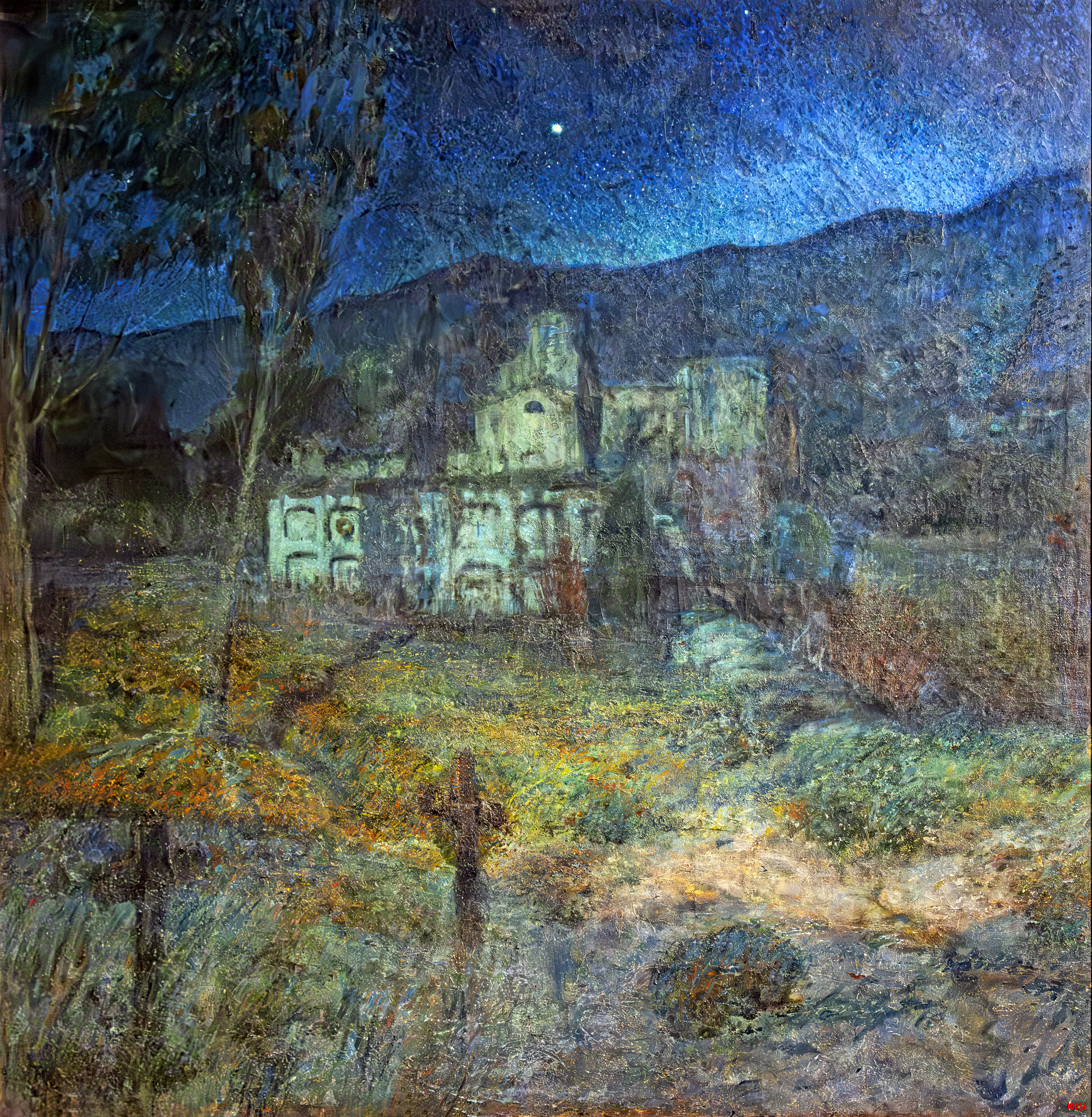
Solitud Museu Nacional d'Art de Catalunya
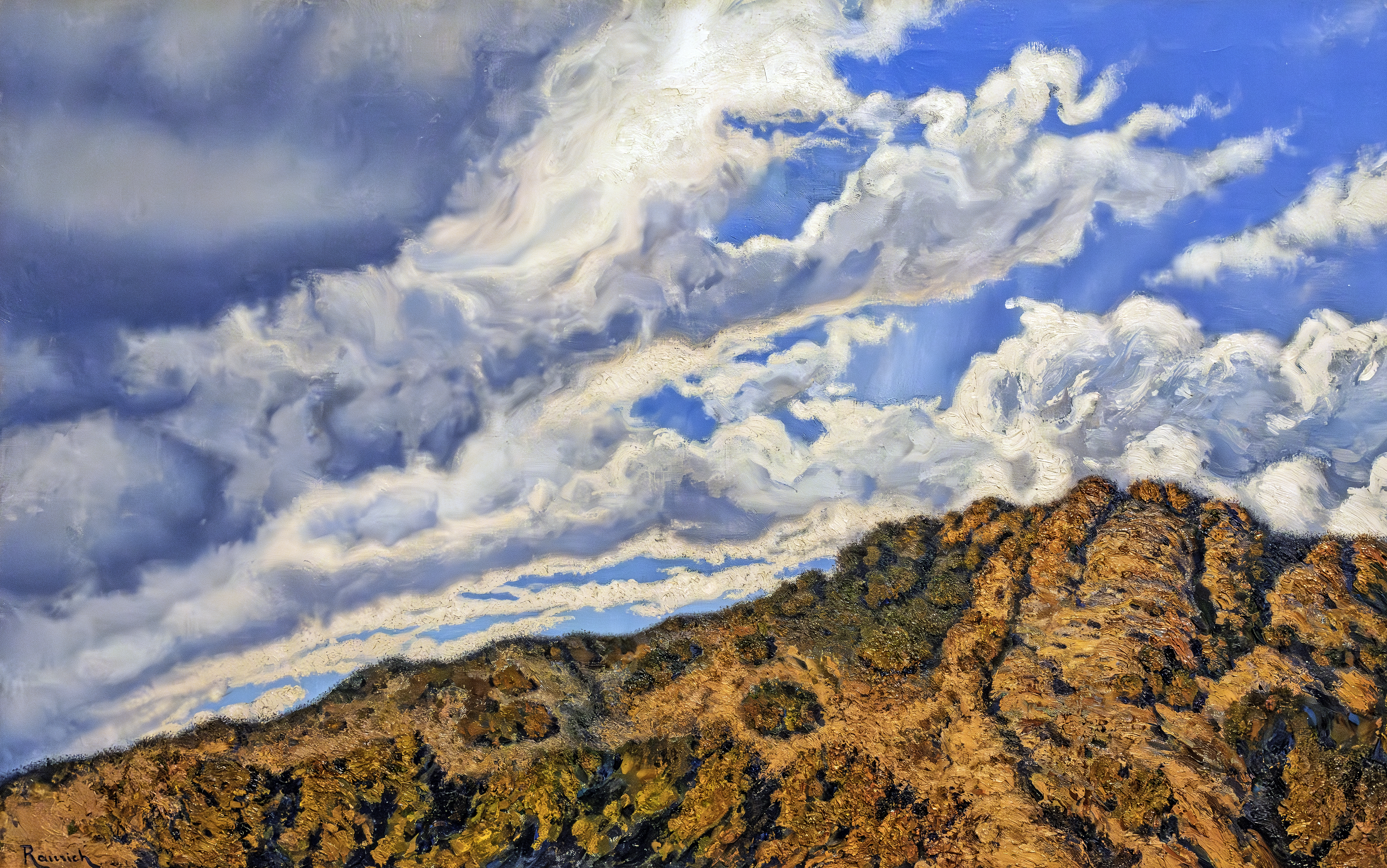
Terra oriental Museu Nacional d'Art de Catalunya
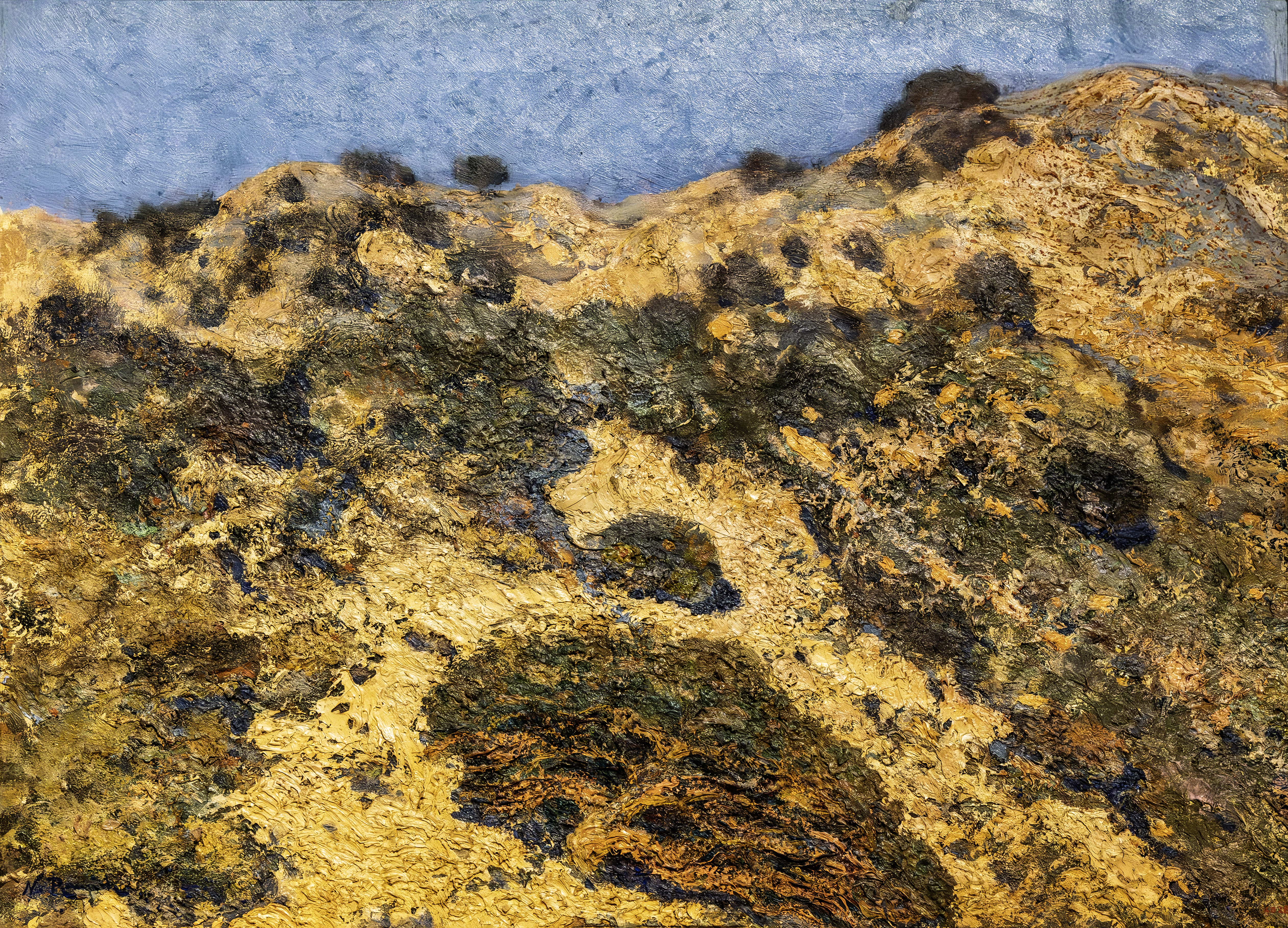
Terrers (Montgat) Museu Nacional d'Art de Catalunya
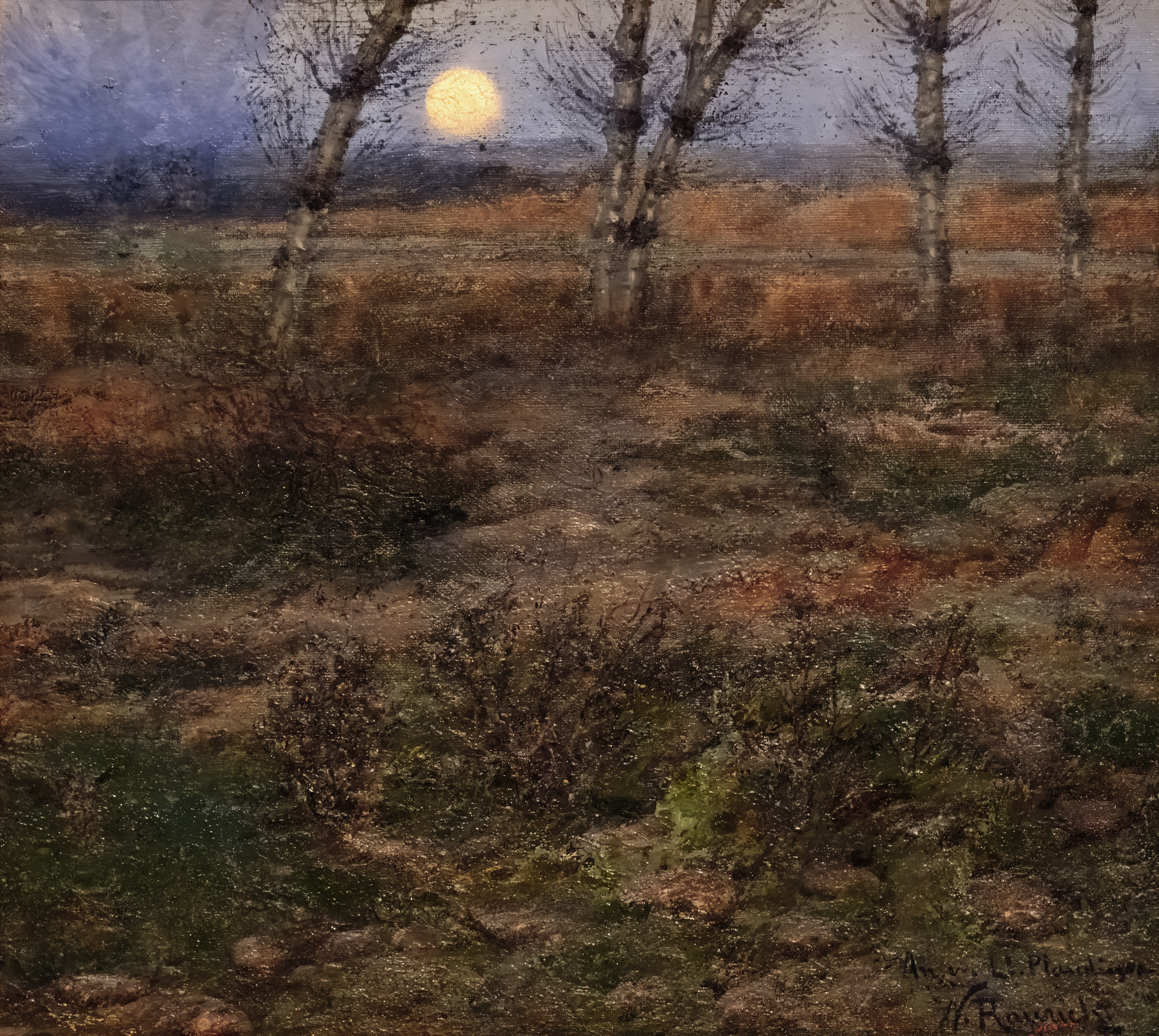
El Prat de Llobregat Museu Nacional d'Art de Catalunya
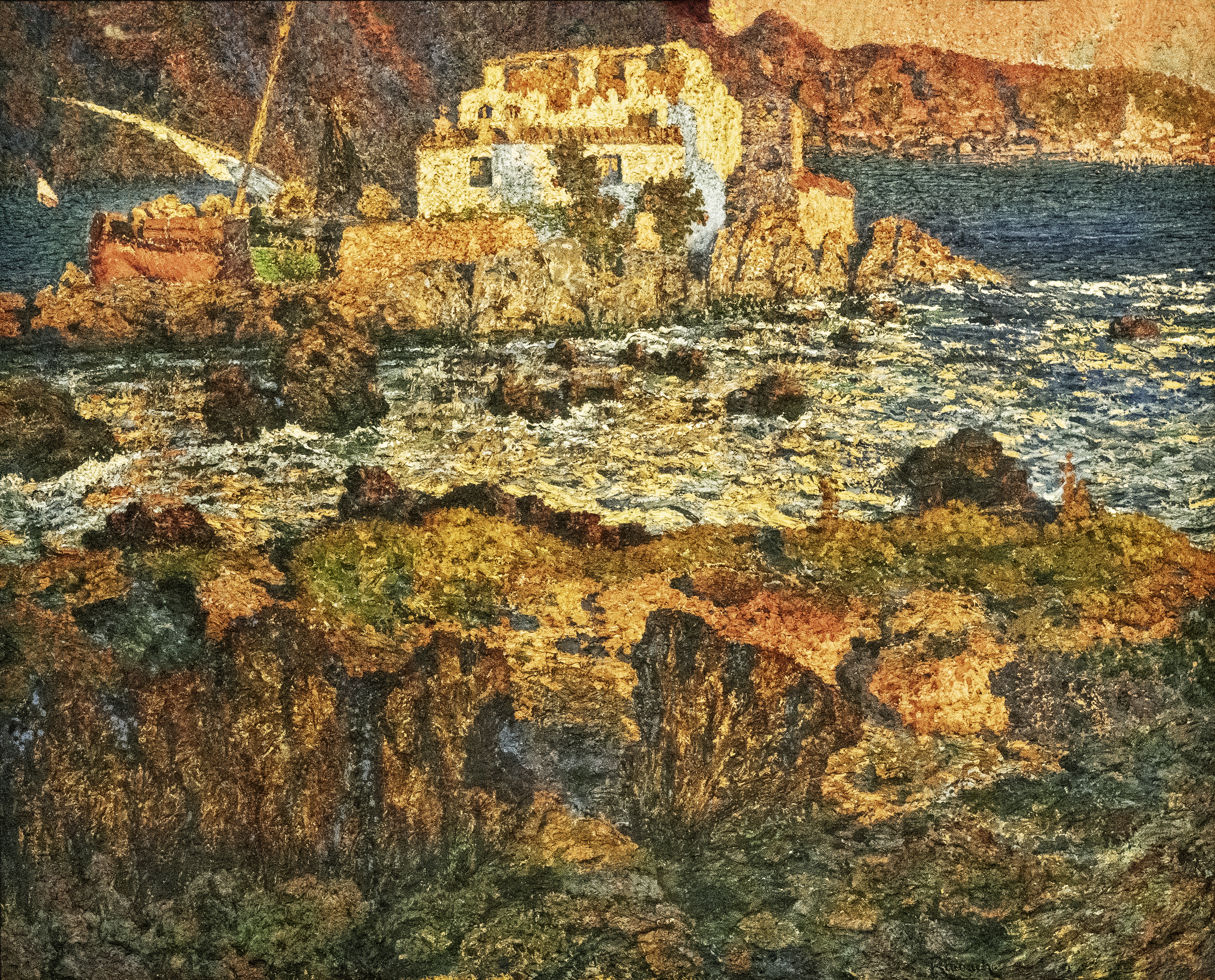
Mar llatina Museu Nacional d'Art de Catalunya